# Fury in the Slaughterhouse
Fury in the Slaughterhouse is een Duitse rockband uit Hannover.

## Bezetting
Oprichters
- Kai Wingenfelder (zang)
- Thorsten Wingenfelder (gitaar)
- Christof Stein-Schneider (gitaar)
- Rainer Schumann (drums)
- Hannes Schäfer (basgitaar)

Huidige bezetting
- Kai Wingenfelder (zang)
- Thorsten Wingenfelder (gitaar)
- Christof Stein-Schneider (gitaar)
- Rainer Schumann (drums)
- Gero Drnek (keyboards, gitaar, mandoline, sinds 1989)
- Christian Decker (basgitaar, sinds 1996)

Voormalige leden
- Kai Liekenbröcker (keyboards, 1988–1989)
- Hannes Schäfer (basgitaar, tot 1996)

## Geschiedenis
In december 1986 formeerden de broers Kai en Thorsten Wingenfelder samen met Rainer Schumann, Christof Stein-Schneider en Hannes Schäfer de band Fury in the Slaughterhouse. De bandnaam heeft volgens bepaalde bronnen betrekking op de wereldwijde populaire tv-serie Fury uit de jaren 1950, die midden jaren 1980 met talrijke herhalingen werd getoond op de Duitse televisie. Enkele bandleden ontkenden later echter de samenhang na enkele protesten in interviews, terwijl steeds meer fans de iets lijvige bandnaam informeel plotseling verkortten naar Fury. Fury in the Slaughterhouse zou een pure rockband zijn, die zich aanzienlijk van de toentertijd ten einde lopende Neue Deutsche Welle onderscheidde, doordat de songteksten in het Engels werden geschreven. Dit concept ging op, want al in 1988 speelden ze uitverkochte concerten en hun eerste albums plaatsten zich onder de top 50 van de albumhitlijst.
In 1992 richtten hun platenlabel SPV GmbH en de BMG Ariola in Hamburg met gebruikmaking van een joint venture het label Slaughterhouse Music op. De band waagde zich nu ook live in de Europese en Anglo-Amerikaanse regio, waar ze in 1993 met de hits Radio Orchid en Every Generation Got It's Own Disease en het album Mono hun internationale doorbraak hadden. Sindsdien bracht de band in regelmatige afstanden om de twee jaar een nieuw album op de markt, maar kon echter niet meer evenaren aan het succes van Mono.
In 1996 werd Hannes Schäfer vervangen door Christian Decker. In 2005 richtte de band het label Kick It Out op. Hier werden meerdere albums in een herbewerkte versie met deels tot nu toe niet uitgebrachte extra nummers opnieuw uitgebracht. In 2006 schreef de band zich in in het gouden boek van de stad Hannover.
Van maart tot de aangekondigde ontbinding eind augustus 2008 vond een afscheidstournee dwars door Duitsland plaats. Alle concerten werden opgenomen en waren direct na het concert te verkrijgen op USB-sticks. Het optreden in Hannover werd bovendien als dubbel-dvd en cd uitgebracht onder de naam Farewell & Goodbye. In 2011 kwam de band nogmaals samen en speelde na een thuiswedstrijd van Hannover 96 hun hit Won't forget these days in het stadion. De band verkocht meer dan vier miljoen albums en speelde wereldwijd op meer dan 1000 concerten en festivals.
Op 8 juni 2013 trad de band (met gasten) onder het motto 'Eine Stadt – eine Band – ein Konzert' op bij de 'Expo-Plaza' in Hannover voor 25.000 bezoekers. Op 10, 11 en 12 maart 2017 volgden, passend bij het 30-jarige bandjubileum, opnieuw drie reünie-concerten, deze keer in de TUI-Arena in Hannover.  Als opener had de band bovendien voor de eerste keer sinds de ontbinding in 2008, de nieuwe song 30 (It's not easy) opgenomen, die op 10 maart 2017 werd gepresenteerd bij Radio ffn. Naar aanleiding van de overweldigende voorverkoop van de drie aanstaande concerten besloot de band om verdere concerten te spelen in Duitsland. Volgens de website van de band is dit echter niet het begin van een reünie, maar alleen een reminiscentie aan de fans.

## Discografie

### Singles
- 1988:	Time to Wonder
- 1989:	Kick It Out
- 1990:	Won't Forget These Days
- 1990: One Good Reason
- 1990: Rain Will Fall
- 1991:	Cut Myself into Pieces
- 1991: Trapped Today, Trapped Tomorrow
- 1992: On Alarm
- 1993:	Radio Orchid
- 1993: Every Generation Got Its Own Disease
- 1994:	When I'm Dead and Gone (origineel: McGuinness Flint)
- 1994:	Wichtel in der Nacht (Onkel Hotte & Die beschissenen Sechs)
- 1995:	Dancing in the Sunshine of the Dark
- 1995:	Down There
- 1995: Milk and Honey
- 1996:	Hello and Goodbye
- 1997:	Brilliant Thieves
- 1997:	Bring Me Home
- 1998:	Everything I Did
- 1998: One Way Dead End Street
- 1999:	Jacks Baby (Jan Josef Liefers feat. Fury in the Slaughterhouse)
- 2000:	Are You Real?
- 2000:	Do You Feel
- 2001:	She's a Star
- 2002:	Angels & Saints
- 2002: Midnight Rider
- 2004:	Protection
- 2006:	Homesick
- 2008:	Radio Orchid (live)

### Albums
Studioalbums
- 1987:	dto
- 1988:	Fury in the Slaughterhouse
- 1990:	Jau!
- 1991:	Hook-a-Hey
- 1992:	Mono
- 1995:	The Hearing and the Sense of Balance
- 1997:	Brilliant Thieves
- 1998:	Nowhere … Fast!
- 2000:	Home Inside
- 2002:	The Color Fury
- 2004:	Nimby
- 2006:	Every Heart Is a Revolutionary Cell
- 2008:	Don't Look Back

Livealbums
- 1992:	Pure Live!
- 2002:	Monochrome
- 2005:	Château Fury – Appellation Slaughterhouse Contrôlée
- 2008:	Farewell & Goodbye Tour 2008
- 2017:	Little Big World - Live & Acoustic

Compilaties
- 1998:	Super Fury
- 2017:	30

Ep's 
- 1994:	Dead + Gone

### Videoalbums en muziekvideo's
Videoalbums
- 1991:	Clicksongs & Peppermint Stories
- 1997:	Especially Ordinary
- 2002:	Monochrome
- 2008:	The Videos 1988–2008
- 2008: Farewell & Goodbye Tour 2008
- 2010:	Welcome to the Other World – Nimby Live 2004
- 2012:	Live at Rockpalast

Muziekvideo's
- 1989:	Kick It Out
- 1990:	Won't Forget These Days
- 1990: Rain Will Fall
- 1991:	Should Have Known Better
- 1991: Cut Myself Into Pieces
- 1991: Trapped Today, Trapped Tomorrow
- 1993:	Radio Orchid
- 1993: Every Generation Got Its Own Disease
- 1994:	When I'm Dead and Gone
- 1995:	Dancing in the Sunshine of the Dark
- 1995: Down There
- 1995: Milk and Honey
- 1996:	Hello and Goodbye
- 1997:	Bring Me Home
- 1997: Brilliant Thieves
- 1997: Riding on a Dead Horse
- 1998:	One Way Dead End Street
- 2000:	Are You Real?
- 2002:	Angels & Saints
- 2002: Midnight Rider
- 2002: Fly, Sadness Fly
- 2004: Goodbye So Long
- 2004: When a Kid Gets a Kid
- 2006:	Homesick
- 2008:	Won't Forget These Days (remix)

## Speciale uitgaven

### Albums en ep's
Ep's
- 2000:	All The Young Dudes
- 2002:	Monochrome

Compilaties
- 1991:	Radio Silence

Gastinbreng
- 1994:	Wichtel in der Nacht (Onkel Hotte & Die beschissenen Sechs)
- 1999:	Jacks Baby

Samplers
- 1994:	Zwei Pullen Korn (origineel: Abstürzende Brieftauben)
- 1995:	Spit into the Fire
- 1996:	Zuviel Kot
- 1997:	Der lustige Astronaut (origineel: Die Ärzte)
- 2001:	(Will You Follow Me) Down to Atlantis
- 2002:	Dear Prudence (origineel: The Beatles)

## Promosingles
- 1994:	Dead Before I Was Born
- 1997:	Riding on a Dead Horse
- 2008:	Jericho

## Boxsets
- 2001:	Won't Forget These Days – The Ultimate Box (bevat: Jau!, Hook-a-Hey, Pure Live! en mono + extra cd)
- 2008:	Don't Look Back (bevat: B-kanten, rariteiten + muziekvideo's)
- 2008: Clicksongs & Peppermint Stories / Especially Ordinary (bevat: boxset met de beide videoalbums)
- 2013:	5 originele albums in 1 box (bevat: Nowhere … Fast!, Home Inside, The Colour Fury, Nimby en Every Heart Is a Revolutionary Cell)